# سوبوت

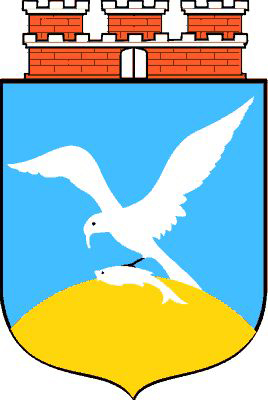

سوبوت (بالبولندية:Sopot) مدينة سياحية تقع في محافظة بومرسكي شمال بولندا على بحر البلطيق بالقرب من مدينة غدانسك وبها أطول جسر خشبى ممتد في البحر، ويقام بها مهرجان سوبوت الدولي للأغنية.

## توأمة
لسوبوت اتفاقيات توأمة مع كل من:
- فرانكنتال (17 أبريل 1991 - )
- عسقلان

## أعلام
- فريدريك لورنتز
- كلايوس كينسكي
- غوستاف كارل فيلهلم هيرمان كارستن
- يانوش كريستا
- فيرنر روكه